# Brandon Call
Brandon Spencer Lee Call (* 17. November 1976 in Torrance, Kalifornien) ist ein US-amerikanischer Filmschauspieler.

## Leben
Brandon Call wuchs als Sohn von Richard und Elyse Call zusammen mit seinen Geschwistern Dee Anne, Tandi und Dustin in Kalifornien auf. Bereits im Alter von zwei Jahren trat er in Werbespots auf, ehe er 1985 sein Filmdebüt als Sprecher im Zeichentrickfilm Taran und der Zauberkessel gab. Im selben Jahr konnte man ihn auch zum ersten Mal vor der Kamera sehen, in Richard Marquands Drama Das Messer. Bereits 1988 war ihm die Rolle des Kevin Arnold in Wunderbare Jahre angeboten worden, er wurde jedoch in letzter Minute durch Fred Savage ersetzt. Nach einigen Auftritten als Gastdarsteller in Fernsehserien, darunter Simon & Simon und Magnum, P.I., wurde er 1989 für die Rolle des Hobie Buchannon in Baywatch – Die Rettungsschwimmer von Malibu verpflichtet. Im selben Jahr spielte er die Rolle des Billy Deveraux in dem Spielfilm Blinde Wut an der Seite von Rutger Hauer. Bei Baywatch wurde Brandon Call durch Jeremy Jackson ersetzt. Es gelang ihm jedoch, bereits ein Jahr danach für die Sitcom Eine starke Familie gecastet zu werden. Hier verkörperte er bis zum Ende der Serie im Jahr 1998 die Rolle des J. T. Lambert.
Nach dem Ende der Serie zog sich Brandon Call in das Privatleben zurück. Er lebt in Kalifornien und hat eine Tochter aus einer früheren Beziehung.

## Filmografie
Filme
- 1985: Das Messer (Jagged Edge)
- 1986: Supercat – Die reichste Katze der Welt (Super Cat)
- 1989: Blinde Wut (Blind Fury)
- 1989: Warlock – Satans Sohn (Warlock)
- 1990: Ford Fairlane – Rock ’n’ Roll Detective (The Adventures of Ford Fairlane)
- 1991: For the Boys – Tage des Ruhms, Tage der Liebe (For the Boys)

Serien
- 1985: Magnum (Folge Ein langer Abschied)
- 1985–1987: California Clan (Santa Barbara, 27 Folgen)
- 1989–1990: Baywatch – Die Rettungsschwimmer von Malibu (Baywatch, 22 Folgen)
- 1991–1998 Eine starke Familie (Step by Step, 160 Folgen)
- 1994: Thunder in Paradise (2 Folgen)